# Passiflora tucumanensis
Passiflora tucumanensis là một loài thực vật có hoa trong họ Lạc tiên. Loài này được Hook. mô tả khoa học đầu tiên năm 1839.